# Рето Сурі
Рето Сурі (нім. Reto Suri, нар. 25 березня 1989, Цюрих) — швейцарський хокеїст, крайній нападник клубу НЛА «Лугано». Гравець збірної команди Швейцарії.

## Ігрова кар'єра
Хокейну кар'єру розпочав на батьківщині 2007 року виступами за команду «Клотен Флаєрс».
Наступні два сезони захищав кольори клубу «Женева-Серветт», частину сезону 2008–09 на правах оренди відіграв за «Лозанну».
Після сезону 2012–13, який Рето відіграв за «Цуг», 13 червня 2013 року він уклав дворічний контракт з клубом НХЛ «Тампа-Бей Лайтнінг». Через місяць 12 липня 2013 цей контракт був анульований.
Після сезону 2013–14 у складі «Цугу», Сурі 30 вересня 2014 року підписав чотирирічний контракт з можливістю виступу в НХЛ.
Після завершення сезону 2018–19 Рето, як вільний агент уклав дворічний контракт з клубом НЛА «Лугано» за який виступає з сезону 2020–21.
Був гравцем молодіжної збірної Швейцарії, у складі якої брав участь у 12 іграх. 

## Нагороди та досягнення
- Срібний призер чемпіонату світу — 2013.
- Володар Кубка Швейцарії в складі «Цуг» — 2019.

## Статистика

### Клубні виступи
| 2007–08      | «Клотен Флаєрс»            | НЛА          | 16  | 1   | 1   | 2   | 2   | 5  | 0  | 0  | 0  | 2  |
| 2008–09      | «Женева-Серветт»           | НЛА          | 22  | 2   | 3   | 5   | 4   | 4  | 1  | 0  | 1  | 0  |
| 2008–09      | «Лозанна»                  | НЛБ          | 23  | 2   | 2   | 4   | 12  | 8  | 0  | 0  | 0  | 0  |
| 2009–10      | «Женева-Серветт»           | НЛА          | 47  | 4   | 4   | 8   | 24  | 20 | 5  | 4  | 9  | 35 |
| 2010–11      | «Рапперсвіль-Йона Лейкерс» | НЛА          | 49  | 17  | 13  | 30  | 57  | —  | —  | —  | —  | —  |
| 2011–12      | «Рапперсвіль-Йона Лейкерс» | НЛА          | 50  | 11  | 12  | 23  | 59  | —  | —  | —  | —  | —  |
| 2012–13      | «Цуг»                      | НЛА          | 46  | 14  | 11  | 25  | 34  | 14 | 9  | 5  | 14 | 20 |
| 2013–14      | «Цуг»                      | НЛА          | 48  | 12  | 24  | 36  | 28  | —  | —  | —  | —  | —  |
| 2014–15      | «Цуг»                      | НЛА          | 50  | 15  | 24  | 39  | 48  | 6  | 0  | 2  | 2  | 4  |
| 2015–16      | «Цуг»                      | НЛА          | 48  | 18  | 16  | 34  | 73  | 4  | 1  | 2  | 3  | 0  |
| 2016–17      | «Цуг»                      | НЛА          | 45  | 4   | 12  | 16  | 32  | 16 | 2  | 2  | 4  | 12 |
| 2017–18      | «Цуг»                      | НЛА          | 44  | 11  | 16  | 27  | 30  | 5  | 0  | 2  | 2  | 2  |
| 2018–19      | «Цуг»                      | НЛА          | 50  | 18  | 17  | 35  | 22  | 13 | 4  | 5  | 9  | 4  |
| 2019–20      | «Цуг»                      | НЛА          | 49  | 9   | 23  | 32  | 22  | —  | —  | —  | —  | —  |
| Усього в НЛА | Усього в НЛА               | Усього в НЛА | 564 | 136 | 176 | 312 | 435 | 87 | 22 | 22 | 44 | 79 |

### Збірна
| Рік                           | Команда                       | Турнір                        | Місце                         | І  | Г | П | О  | ШХ |
| ----------------------------- | ----------------------------- | ----------------------------- | ----------------------------- | -- | - | - | -- | -- |
| 2007                          | Швейцарія                     | ЮЧС18                         | 6-е                           | 6  | 1 | 0 | 1  | 4  |
| 2008                          | Швейцарія                     | МЧС                           | 9-е                           | 6  | 2 | 2 | 4  | 0  |
| 2013                          | Швейцарія                     | ЧС                            | 2                             | 10 | 5 | 3 | 8  | 8  |
| 2014                          | Швейцарія                     | ОІ                            | 9-е                           | 3  | 0 | 1 | 1  | 2  |
| 2014                          | Швейцарія                     | ЧС                            | 10-е                          | 7  | 1 | 1 | 2  | 6  |
| 2015                          | Швейцарія                     | ЧС                            | 8-е                           | 8  | 1 | 0 | 1  | 0  |
| 2017                          | Швейцарія                     | ЧС                            | 6-е                           | 4  | 1 | 0 | 1  | 0  |
| Юніорська та молодіжна збірна | Юніорська та молодіжна збірна | Юніорська та молодіжна збірна | Юніорська та молодіжна збірна | 12 | 3 | 2 | 5  | 4  |
| Національна збірна            | Національна збірна            | Національна збірна            | Національна збірна            | 32 | 8 | 5 | 13 | 16 |